# Manuele Giuseppe di Braganza
Manuele Giuseppe di Braganza, nome completo Manuel José Francisco António Caetano Estêvão Bartolomeu (Lisbona, 3 agosto 1697 – Sintra, 3 agosto 1766), era il settimo figlio di Pietro II del Portogallo e di sua moglie Maria Sofia del Palatinato-Neuburg.

## Biografia
Nacque a Lisbona il 3 agosto 1697. A 18 anni si imbarcò di nascosto su una nave inglese che faceva vela verso i Paesi Bassi e all'ordine di suo fratello Giovanni V di Portogallo di tornare a casa disobbedì e si rifugiò prima a Parigi e poi in Germania: il 1º agosto 1716 offrì i suoi servigi al principe Eugenio di Savoia per combattere contro i turchi in Ungheria. Si batté nella battaglia di Petervaradino dove venne ferito ma si coprì di gloria e partecipò dall'inseguimento dell'esercito turco in rotta fino all'assedio e alla conquista di Timișoara.
Nel 1717, ora ufficialmente nell'esercito austriaco, combatté di nuovo con il principe Eugen partecipando alla conquista di Belgrado. Dopo la Pace di Passarowitz ottenne il titolo di Maresciallo di Campo. Dopo la guerra viaggiò da corte a corte, vivendo una vita di piacere, ispirando parecchi scrittori contemporanei. Ben noto alla corte austriaca e russa, fu persino proposto come il re di Polonia per un breve periodo nel 1733, all'inizio della guerra di Successione Polacca.
L'anno successivo tornò in Portogallo ritirandosi dalla vita di corte e risiedendo perlopiù in una residenza di campagna a Belas (località di Sintra) di proprietà del conte di Pombeiro, il Palácio da Quinta do Marquês, noto anche con il nome di Palácio da Quinta do Senhor da Serra, conducendo una vita socialmente attiva, circondata da scrittori e artisti.
Morì il 3 agosto 1766, nel giorno del suo 69º compleanno.

## Ascendenza
|                                               |                                               |                                                          | Genitori                                             |  |  | Nonni |  |  | Bisnonni                      |  |  | Trisnonni                    |  |
|                                               |                                               |                                                          |                                                      |  |  |       |  |  | Teodosio II, Duca di Braganza |  |  | Giovanni I, Duca di Braganza |  |
|                                               |                                               |                                                          |                                                      |  |  |       |  |  | Teodosio II, Duca di Braganza |  |  | Giovanni I, Duca di Braganza |  |
|                                               |                                               | Infanta Caterina di Guimarães                            |                                                      |  |  |       |  |  | Teodosio II, Duca di Braganza |  |  |                              |  |
| Giovanni IV del Portogallo                    |                                               |                                                          |                                                      |  |  |       |  |  | Teodosio II, Duca di Braganza |  |  |                              |  |
|                                               |                                               | Ana de Velasco y Girón                                   | Juan Fernández de Velasco, V Duca di Frias           |  |  |       |  |  |                               |  |  |                              |  |
|                                               |                                               | Ana de Velasco y Girón                                   | Juan Fernández de Velasco, V Duca di Frias           |  |  |       |  |  |                               |  |  |                              |  |
|                                               |                                               | Ana de Velasco y Girón                                   | María Téllez-Girón                                   |  |  |       |  |  |                               |  |  |                              |  |
| Pietro II del Portogallo                      |                                               | Ana de Velasco y Girón                                   |                                                      |  |  |       |  |  |                               |  |  |                              |  |
|                                               |                                               | Juan Manuel Pérez de Guzmán, VIII duca di Medina Sidonia | Alonso Pérez de Guzmán, VII duca di Medina Sidonia   |  |  |       |  |  |                               |  |  |                              |  |
|                                               |                                               | Juan Manuel Pérez de Guzmán, VIII duca di Medina Sidonia | Alonso Pérez de Guzmán, VII duca di Medina Sidonia   |  |  |       |  |  |                               |  |  |                              |  |
|                                               |                                               | Juan Manuel Pérez de Guzmán, VIII duca di Medina Sidonia | Ana Gómez de Silva y Hurtado de Mendoza              |  |  |       |  |  |                               |  |  |                              |  |
| Luisa de Guzmán                               |                                               | Juan Manuel Pérez de Guzmán, VIII duca di Medina Sidonia |                                                      |  |  |       |  |  |                               |  |  |                              |  |
|                                               |                                               | Juana Gómez de Sandoval y la Cerda                       | Francisco Gómez de Sandoval y Rojas, I Duca di Lerma |  |  |       |  |  |                               |  |  |                              |  |
|                                               |                                               | Juana Gómez de Sandoval y la Cerda                       | Francisco Gómez de Sandoval y Rojas, I Duca di Lerma |  |  |       |  |  |                               |  |  |                              |  |
|                                               |                                               | Juana Gómez de Sandoval y la Cerda                       | Catalina de la Cerda                                 |  |  |       |  |  |                               |  |  |                              |  |
| Manuele Giuseppe di Braganza                  |                                               | Juana Gómez de Sandoval y la Cerda                       |                                                      |  |  |       |  |  |                               |  |  |                              |  |
|                                               | Volfango Guglielmo, Conte Palatino di Neuburg | Filippo Luigi, Conte Palatino di Neuburg                 |                                                      |  |  |       |  |  |                               |  |  |                              |  |
|                                               | Volfango Guglielmo, Conte Palatino di Neuburg | Filippo Luigi, Conte Palatino di Neuburg                 |                                                      |  |  |       |  |  |                               |  |  |                              |  |
|                                               | Volfango Guglielmo, Conte Palatino di Neuburg | Anna di Cleves                                           |                                                      |  |  |       |  |  |                               |  |  |                              |  |
| Filippo Guglielmo, Elettore Palatino          | Volfango Guglielmo, Conte Palatino di Neuburg |                                                          |                                                      |  |  |       |  |  |                               |  |  |                              |  |
|                                               |                                               | Maddalena di Baviera                                     | Guglielmo V di Baviera                               |  |  |       |  |  |                               |  |  |                              |  |
|                                               |                                               | Maddalena di Baviera                                     | Guglielmo V di Baviera                               |  |  |       |  |  |                               |  |  |                              |  |
|                                               |                                               | Maddalena di Baviera                                     | Renata di Lorena                                     |  |  |       |  |  |                               |  |  |                              |  |
| Maria Sofia di Neuburg                        |                                               | Maddalena di Baviera                                     |                                                      |  |  |       |  |  |                               |  |  |                              |  |
|                                               |                                               | Giorgio II, Langravio d'Assia-Darmstadt                  | Luigi V, Langravio d'Assia-Darmstadt                 |  |  |       |  |  |                               |  |  |                              |  |
|                                               |                                               | Giorgio II, Langravio d'Assia-Darmstadt                  | Luigi V, Langravio d'Assia-Darmstadt                 |  |  |       |  |  |                               |  |  |                              |  |
|                                               |                                               | Giorgio II, Langravio d'Assia-Darmstadt                  | Maddalena di Brandeburgo                             |  |  |       |  |  |                               |  |  |                              |  |
| Langravia Elisabetta Amalia d'Assia-Darmstadt |                                               | Giorgio II, Langravio d'Assia-Darmstadt                  |                                                      |  |  |       |  |  |                               |  |  |                              |  |
|                                               |                                               | Sofia Eleonora di Sassonia                               | Giovanni Giorgio I, Elettore di Sassonia             |  |  |       |  |  |                               |  |  |                              |  |
|                                               |                                               | Sofia Eleonora di Sassonia                               | Giovanni Giorgio I, Elettore di Sassonia             |  |  |       |  |  |                               |  |  |                              |  |
|                                               |                                               | Sofia Eleonora di Sassonia                               | Maddalena Sibilla di Prussia                         |  |  |       |  |  |                               |  |  |                              |  |
|                                               |                                               | Sofia Eleonora di Sassonia                               |                                                      |  |  |       |  |  |                               |  |  |                              |  |